# Запретные цвета
«Запре́тные цвета́» (яп. 禁色 Киндзики) — роман Юкио Мисимы, написан в 1953 году.

## Сюжет
Роман повествует о старом писателе Сюнсукэ, который, будучи три раза женат (совершенно неудачно) полностью разочаровывается в женщинах, когда узнаёт что молодая девушка, Ясуко, которая приходила по выходным и заигрывала с ним, делала это только тогда, когда казалось, что её не любит молодой человек, Юити. Сюнсукэ знакомится с Юити и настолько поражается красоте его молодости, что совершенно отказывается от притязаний на Ясуко. Но позже, в приватном разговоре, Сюнсукэ выясняет, что Юити — гей. Оказывается, Юити не только всю жизнь скрывает ото всех свою ориентацию, но и стыдится своей красоты. Молодой человек не хочет больно ранить Ясуко, на которой его принуждают жениться, и решает бежать. Но у Сюнсукэ рождается коварный план, с помощью которого старый писатель решает отомстить всем женщинам: он принуждает Юити жениться на Ясуко, дав тому денег для семьи и в частности — больной матери. Вдобавок Сюнсукэ учит Юити тому, как правильно приручить Ясуко, особенно упорствует на том, как нужно вести себя в постели с нелюбимой. Но на этом старый писатель не останавливается. Манипулируя самолюбием молодого человека, Сюнсукэ заставляет Юити влюбить в себя двух женщин, которые принесли когда-то писателю огромное огорчение — госпожу Кабураги (которая использовала, а потом шантажировала Сюнсукэ) и Кёко (которая поступила с ним примерно так же, как и Ясуко, — вышла замуж за другого). И если в первом случае молодой человек одерживает победу, то результаты второго неоднозначны — Кёко, конечно, нравится Юити, но она забывает его так же быстро как и влюбляется. В то же время в жизни Юити происходят большие перемены: он открывает в себе умение любить, ходит по гей-барам и закручивает несколько романов с молодыми мальчиками, разбивая сердца направо и налево. Юити живёт двойной жизнью: днём он прилежный студент и муж, вечером — пожиратель мужских сердец. Но отлучки мужа постоянно настораживают Ясуко, которая в один прекрасный момент приходит к выводу, что тот завёл любовницу. Юити же закручивает серьёзные романы: с господином Кабураги и Кавадой (которого позже жестоко бросает). Ясуко узнаёт, что беременна, а госпожа Кабураги, вернувшись домой чуть раньше, застаёт Юити в объятьях мужа и, ужаснувшись увиденному, бежит в другой город. Сюнсукэ открывает в себе не только жажду мести женщинам, но и ревность к красоте Юити и даже в один прекрасный момент думает, что тоже влюбился (но это быстро проходит). Последствия плана старого писателя предстают перед глазами читателя: Ясуко рожает прекрасную дочь, но навеки теряет душевную цельность, измучившись подозрениями. Она решает, что больше не любит Юити или любит, но не так, как прежде. И решает просто жить, не мешая мужу. Господин и госпожа Кабураги мирятся, и каждый мучается неразрешённостью своей любви к Юити. В один прекрасный день Сюнсукэ зовёт Юити якобы для того, чтобы тот наконец вернул долг старому писателю и освободился от данного обещания. Они проводят несколько часов вместе, и Сюнсукэ отлучается, чтобы поспать. Через несколько часов Юити находит его мёртвым: писатель покончил жизнь самоубийством, завещав своё большое состояние молодому человеку. Юити выходит на улицу и раздумывает, на что потратить деньги. «Сначала почищу туфли…», — думает он.

## Критика
Обозреватель New York Times Гортензия Калишер в 1972 году назвала роман замечательным, сложным и разноплановым, «с аппетитом и опытом» рассматривающим разнообразные отношения бисексуального главного героя с мужчинами и женщинами различных слоёв общества. Особой похвалы критика удостоилась сцену с родами. При этом Калишер охарактеризовала перевод на английский (первое издание в 1968 году) как неумелый, а оценки его в США прохладными.
Норико Тунман (англ. Noriko Thunman), профессор-японист Гётеборгского университета, в книге Forbidden Colors: Essays on Body and Mind in the Novels (1999) даёт обзор японской критики романа. Оценки появились одновременно или сразу после публикации и разделились по следующим направлениям:
- автобиографичность
- протест или антиисторичность
- структурированность против её отсутствие
- фантазия и новизна (novelty)
- ясность и выразительность (explicitness)
- аутентичность и гуманистические ценности
- намерения автора.

## Адаптации
Адаптация романа стала первой постановкой в стиле буто. Тацуми Хидзиката представил её в 1959 году.